# Curt von François

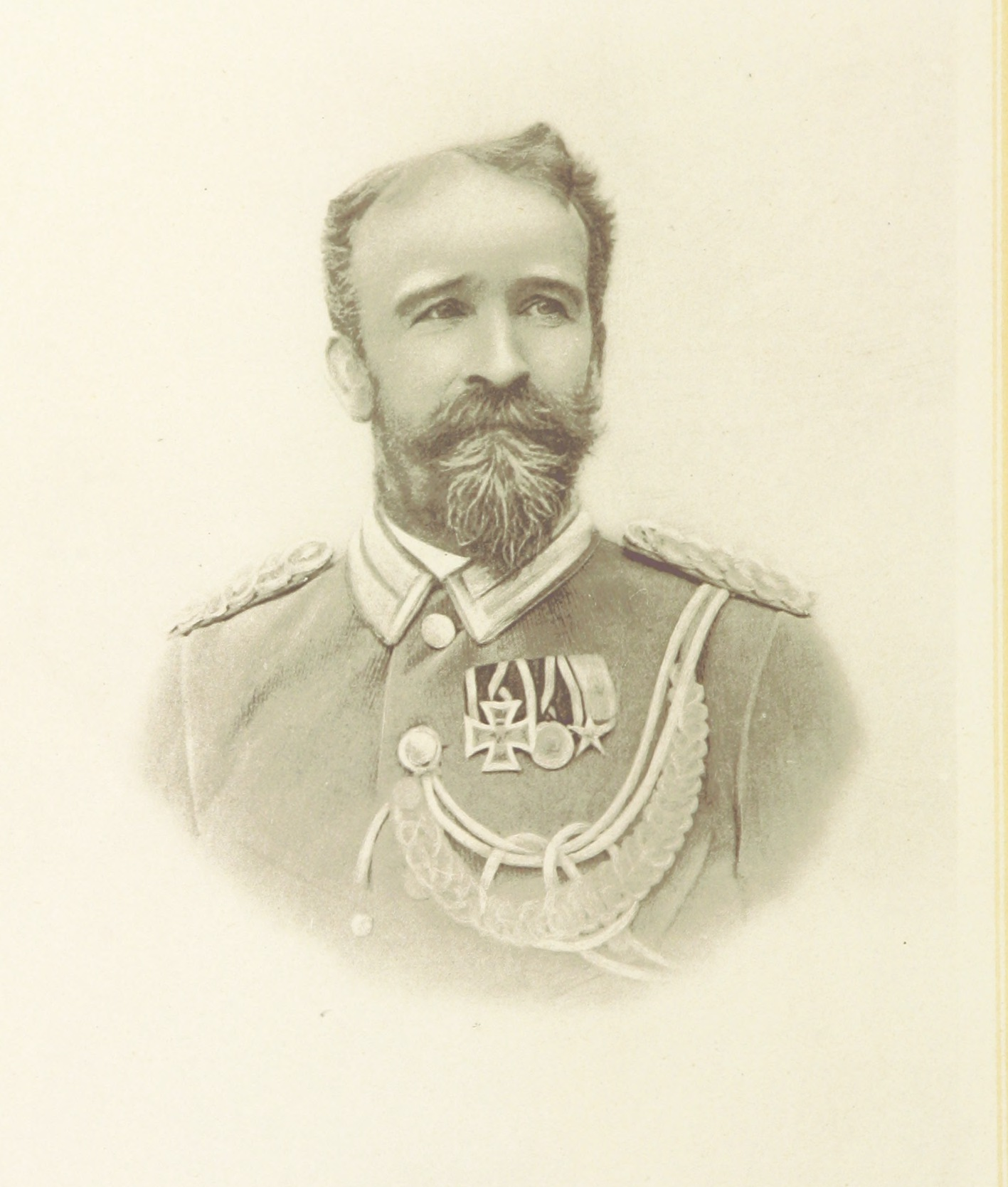
Curt von François in Kolonialuniform

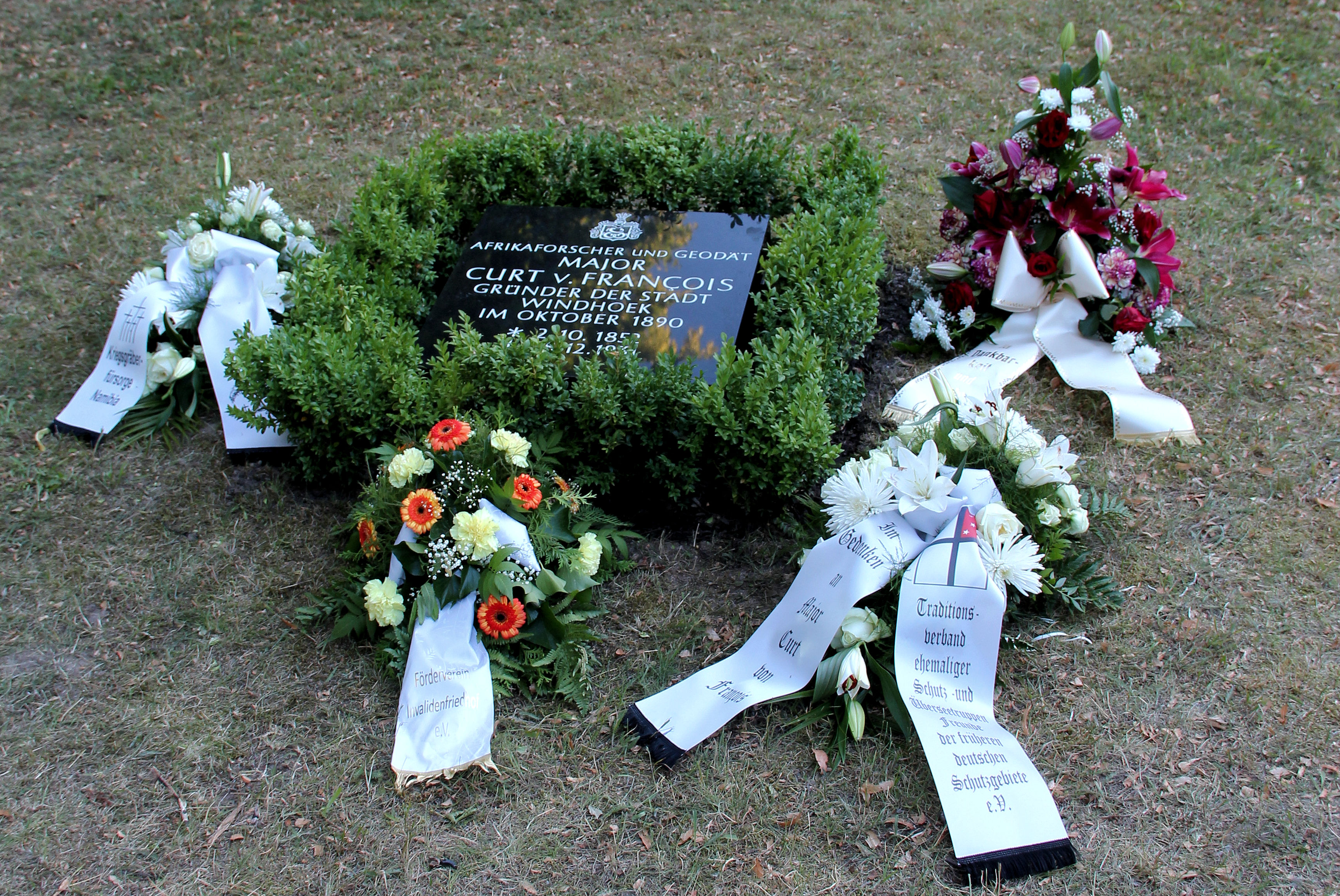
Grabstätte Curt von François auf dem Invalidenfriedhof Berlin

Curt (Kurt) Karl Bruno von François (* 2. Oktober 1852 in Luxemburg; † 28. Dezember 1931 in Königs Wusterhausen) war Offizier der deutschen Schutztruppe in der ehemaligen Kolonie Deutsch-Südwestafrika, dem heutigen Namibia. Er gründete am 18. Oktober 1890 die heutige namibische Hauptstadt Windhoek (Windhuk). Er war verantwortlich für das Massaker von Hornkranz.
Laut der Inschrift auf seinem Grabstein war von François Afrikaforscher und Geodät.

## Werdegang und Leben

### Kindheit und Ausbildung
Curt von François war Sohn des preußischen Generals Bruno Hugo Karl Friedrich  von François und Marie Amalie Helene, geb. von Wentzel. Die Familie war hugenottischen Ursprungs. Er besuchte das Kadettenhaus in Wahlstatt sowie die Central-Kadetten-Anstalt Berlin und machte den Deutsch-Französischen Krieg mit.
Sein Vater fiel in diesem Krieg 1870 bei der Erstürmung der Spicherner Höhen.
1883 beteiligte Curt von François sich an der Kasai-Expedition Hermann von Wissmanns und unternahm 1885 mit George Grenfell eine Forschungsreise zum Tschuapa und Lulongo. Nach seiner Rückkehr nach Deutschland wurde er in den Großen Generalstab berufen und zum Hauptmann befördert. Seit 1887 wurde er als Vermessungs- und Forschungsoffizier in den deutschen Kolonien Togo und Kamerun eingesetzt. 1887 ging François im Auftrag des Auswärtigen Amtes nach Togo und reiste über Salaga hinaus nach Norden in das Land der Mossi bis zum 12. Breitengrad.

### Südwestafrika 1890–1892
In Togo erreichte ihn 1889 die Anfrage, ob er bereit wäre, im Auftrage der Deutschen Kolonialgesellschaft in Deutsch-Südwestafrika eine Schutztruppe zur Absicherung der deutschen Interessen aufzubauen und zu führen. Zwischen Oktober 1888 und Juli 1889 war es zu einer Vertreibung des deutschen Kommissariates und einer Unterbrechung der Hoheitsausübung in Okahandja gekommen.:S. 229 Er nahm dieses Angebot an und reiste nach Teneriffa, wo er Anfang Juni 1889 auf die dort angelandete, unter Führung seines jüngeren Bruders Hugo von François stehende Schutztruppe traf. Sie bestand aus 21 Soldaten, acht Aktiven aus der Kaiserlichen Armee und 13 Freiwilligen. François übernahm diese Truppe und landete mit ihr am 24. Juni 1889 in dem unter britischer Hoheit stehenden Hafen von Walvis Bay. Von dort führte Hauptmann von François seine Soldaten in Fußmärschen nach Otjimbingwe und richtete hier am 8. Juli 1889 sein Hauptquartier ein. Otjimbingwe war seinerzeit der Sitz des ersten Reichskommissars von Deutsch-Südwestafrika, Heinrich Ernst Göring.

Das im November 2022 abgebaute Curt-von-François-Denkmal in Windhoek

Als erste militärische Maßnahme ließ François im August 1889 am Swakop in der Nähe von Tsaobis eine befestigte Station (die sogenannte Wilhelmsfeste) zur Kontrolle des dortigen Handelswegs errichten. Sodann begab er sich mit seiner Schutztruppe, ohne Zustimmung des Kommissars,:S. 229 zu einer fast zweijährigen Erkundungstour durch den Osten und Norden des noch weitgehend unerforschten Landes.
Nach seiner Rückkehr 1890 fand er nicht nur die angeforderten 50 Mann Verstärkung in Otjimbingwe vor, sondern auch einen bereits abberufenen und daher im Aufbruch befindlichen Göring. Als sein Nachfolger übernahm François auch dessen Aufgabe. In der Position des Reichskommissars erneuerte er im Mai 1890 den bereits im Oktober 1885 geschlossenen, aber kurz danach widerrufenen Schutzvertrag mit Maharero, dem Oberhäuptling der Herero, und erreichte bei dieser Gelegenheit auch dessen Zustimmung, sich in der zur Zeit unbewohnten Siedlung Windhoek niederzulassen und eine befestigte Station errichten zu dürfen. Samuel Maharero, der Sohn und Nachfolger des kurz nach dem Vertragsschluss verstorbenen Maharero, versuchte zwar, diesen Vertrag erneut für nichtig zu erklären, scheiterte damit jedoch an dem energischen Beharren des neuen Landeshauptmanns François. Am 18. Oktober 1890 wurde der Grundstein für die „Alte Feste“ und damit für die Stadt Windhoek gelegt. Zwar hatte Windhoek schon unter Jonker Afrikaner (ǀHara-mûb oder ǀHôa-ǀaramabKlicklaut) seit 1840 mit einer durchaus beachtlichen Einwohnerzahl von rund 30.000 Bewohnern bestanden, war aber danach mehrfach überfallen und zerstört worden und hatte als Ort aufgehört zu existieren. Ein Denkmal für Curt von François an der Independence Avenue in Windhoek erinnerte an das Ereignis der Stadtgründung im Jahr 1890. Es wurde im November 2022 abgebaut und soll ab September 2024 mit neuem Sockel vor dem Windhoeker Stadtmuseum ausgestellt werden, was jedoch aufgrund von Schwierigkeiten noch nicht geschehen ist.[veraltet]
Von 1890 bis 1892 widmete sich François zusammen mit seinem Bruder Hugo vor allem der kartographischen Erfassung des Landes. Nach Fertigstellung der „Alten Feste“ 1891 wurden Hauptquartier und Reichskommissariat von Otjimbingwe nach Windhoek verlegt, wodurch Windhoek nun auch Landeshauptstadt von Deutsch-Südwestafrika wurde. Besonderen Wert legte François auf die Schaffung eines von den Briten unabhängigen Seehafens; bei seinen Erkundungstouren wurde er an der Swakopmündung fündig und gründete hier am 12. September 1892 die Hafenstadt Swakopmund.

### Der Überfall auf Hornkranz 1893
Da die Nama unter Führung ihres Kaptein Hendrik Witbooi (ǃNanseb ǀGabemab) die „Schutzherrschaft“ der Deutschen nicht anerkannten, kam es zunehmend zu Konflikten. Nach Eintreffen einer militärischen Verstärkung von 225 Soldaten aus dem Deutschen Reich griff François am 12. April 1893 den Privatwohnsitz von Hendrik Witbooi, die Festung Hornkranz, an. Die deutsche Schutztruppe tötete mindestens 80 Menschen, darunter viele Frauen und Kinder. Witbooi selbst konnte fliehen. François Vorgehen verstieß gegen die allgemeine Order des Auswärtigen Amtes in Berlin, keine kriegerischen Handlungen vorzunehmen, sondern nur gegen Einzelpersonen vorzugehen. :S. 244 Das Massaker auf Hornkranz beschäftigte in den Folgemonaten die internationale Presse, wobei die tatsächliche Opferzahl nicht abschließend geklärt werden konnte. :S. 250

### Südwestafrika 1894/95
Mit der Kriegsführung gegen die Nama und der Wahrnehmung seines kolonialpolitischen Tagesgeschäfts unzufrieden, entsandte die Reichsregierung im Dezember 1893 den Major Theodor Leutwein nach Afrika, um François in seinen Verwaltungsaufgaben zu unterstützen. Leutwein traf am 1. Januar 1894 in Swakopmund ein und wurde zunächst in die Kolonie und ihre Probleme eingewiesen. Es entwickelte sich darüber hinaus auch eine militärische Zusammenarbeit; so unternahmen beide zwar getrennte, aber aufeinander abgestimmte Erkundungszüge in den Süden des Landes, wo François im März 1894 in Gibeon und Keetmanshoop (damals „Modderfontein“ oder auch „Swartmodder“ genannt) befestigte Schutztruppen-Stationen errichten ließ. Im gleichen Monat wurde er von Leutwein als Landeshauptmann abgelöst. François hinterließ seinem Nachfolger umfangreiches und fundiertes Kartenmaterial, auf dessen Grundlage die ersten militärischen Landkarten der gesamten Kolonie angefertigt werden konnten.
Ebenfalls 1894 trat eine wesentliche Änderung im Status der Schutztruppe ein: War sie bis dahin quasi eine Privatarmee der Deutschen Kolonialgesellschaft gewesen, änderte sich dies durch kaiserlichen Erlass vom Mai des Jahres. Die Schutztruppe wurde nun zum offiziellen Teil der Kaiserlichen Streitkräfte erklärt und erhielt den Namen „Kaiserliche Schutztruppe für Deutsch-Südwestafrika“ (was auch mit neuen Uniformen – den nunmehr blauen – verbunden war). Am 11. Juni wurde François zu ihrem ersten Kommandeur ernannt. Wenig später erfolgte seine Beförderung zum Major.
Nachdem er Anfang 1895 auch den Oberbefehl über die Schutztruppe an Leutwein abgeben musste, wurde François am 5. September des Jahres in der Uniform der Schutztruppe und mit Pension verabschiedet und kehrte über Kapstadt nach Berlin zurück.

### Weiteres
1895 beendete François seinen Dienst beim Militär. Er war in der Folge als Referent und Experte für das Auswärtige Amt tätig, unternahm mehrere Studienreisen nach Afrika und Südamerika und hielt regelmäßig Vorträge über die Kolonialpolitik.
François war in erster Ehe mit der Damara-Prinzessin Amalia Gereses verheiratet. Aus dieser Ehe stammt eine Tochter. Nach dem Tod von Gereses heiratete er 1897 die wesentlich jüngere Margarethe Meyer zu Bohmte. Von den vier gemeinsamen Kindern starben der Sohn und eine Tochter bereits im Säuglings- bzw. Kindesalter. 1905 bezog die Familie, die bis dahin in Charlottenburg gewohnt hatte, ihr neu errichtetes Landhaus in Zernsdorf, das François bis zu seinem Tod bewohnte. 1911 wurde die Ehe geschieden.
Er wurde auf dem Invalidenfriedhof in Berlin beigesetzt, sein Grabmal wurde jedoch Anfang der 1970er Jahre entfernt, als der Friedhof im Grenzgebiet unweit der Berliner Mauer lag. Einzig das „Totenbuch“ gab seitdem noch Auskunft über die vormalige Ruhestätte. 2018 wurde das Grab restauriert und am 30. Juni des Jahres in einer feierlichen Grabweihe mit einer Grabtafel versehen. Seine letzte Enkelin, Verona Nangombe, starb am 1. November 2021 in Namibia.
François’ jüngerer Bruder Hugo kehrte 1901 nach Südwestafrika auf seine Farm „François“ zurück, wo er 1904 im Hererokrieg fiel.

## Schriften
- Die Erforschung des Tschuapa und Lulongo : Reisen in Centralafrika, Brockhaus, Leipzig 1888. (Digitalisat)
- Deutsch-Südwest-Afrika, Verlag Georg Reimer, Berlin 1899.
- Deutsch-Südwestafrika: Von der Kolonisation bis zum Ausbruch des Krieges mit Witbooi. Unikum Verlag, ursprünglich April 1893, ISBN 978-3-8457-2280-1.
- Kriegführung in Süd-Afrika, Verlag Georg Reimer, Berlin 1900.
- Lehren aus dem Südafrikanischen Kriege für das deutsche Heer. Mit 8 Skizzen, Verlag E. S. Mittler & Sohn, Berlin 1901.
- Staat oder Gesellschaft in unseren Kolonien? Referat, erstattet für die 11. Hauptversammlung des „Bundes der Deutschen Bodenreformer“, Harrwitz, Berlin 1901.
- Der Hottentotten-Aufstand. Studie über die Vorgänge im Namalande v. Jan. 1904 bis 2. Jan. 1905 u. d. Aussichten d. Niederwerfung d. Aufstandes., Berlin 1905.
- Verwaltungs-Generalstabsreisen, Verlag Reichsdr., Berlin 1910.

## Nachleben
Nach Curt von François benannt waren beziehungsweise sind:
- die Curt von François-Feste im Khomashochland, Namibia, eine heute verfallene denkmalgeschützte Burgruine
- Denkmäler in Windhoek (bis 2022) und Swakopmund
- Curt von François-Straße (mittlerweile in Sam Nujoma Avenue umbenannt) in Windhoek
- Curt von François-Denkmal in Windhoek